# Puente de Paso Pache
Paso Pache es un antiguo puente en ruinas en la localidad de Paso Pache en el  departamento de Canelones. El puente construido sobre la ruta 5 vieja cruzaba el río Santa Lucía.

## Historia
El Puente fue construido sobre el antiguo trazado de la ruta 5, sobre el cruce del río Santa Lucía siendo durante mucho tiempo, la principal vía de conexión de los departamentos de Florida y Canelones. El mismo fue construido en hierro fundido y madera, similar a los puentes ferroviarios.  
Entre los años sesenta y ochenta se comenzó la construcción de un nuevo trazado de la ruta 5 que con su inauguración afectaría de forma negativa a la localidad de Paso Pache, ya que el tráfico vehicular dejaría de cruzar por dicho puente y dicha localidad. Esta situación generó ciertas dificultades para la zona.  

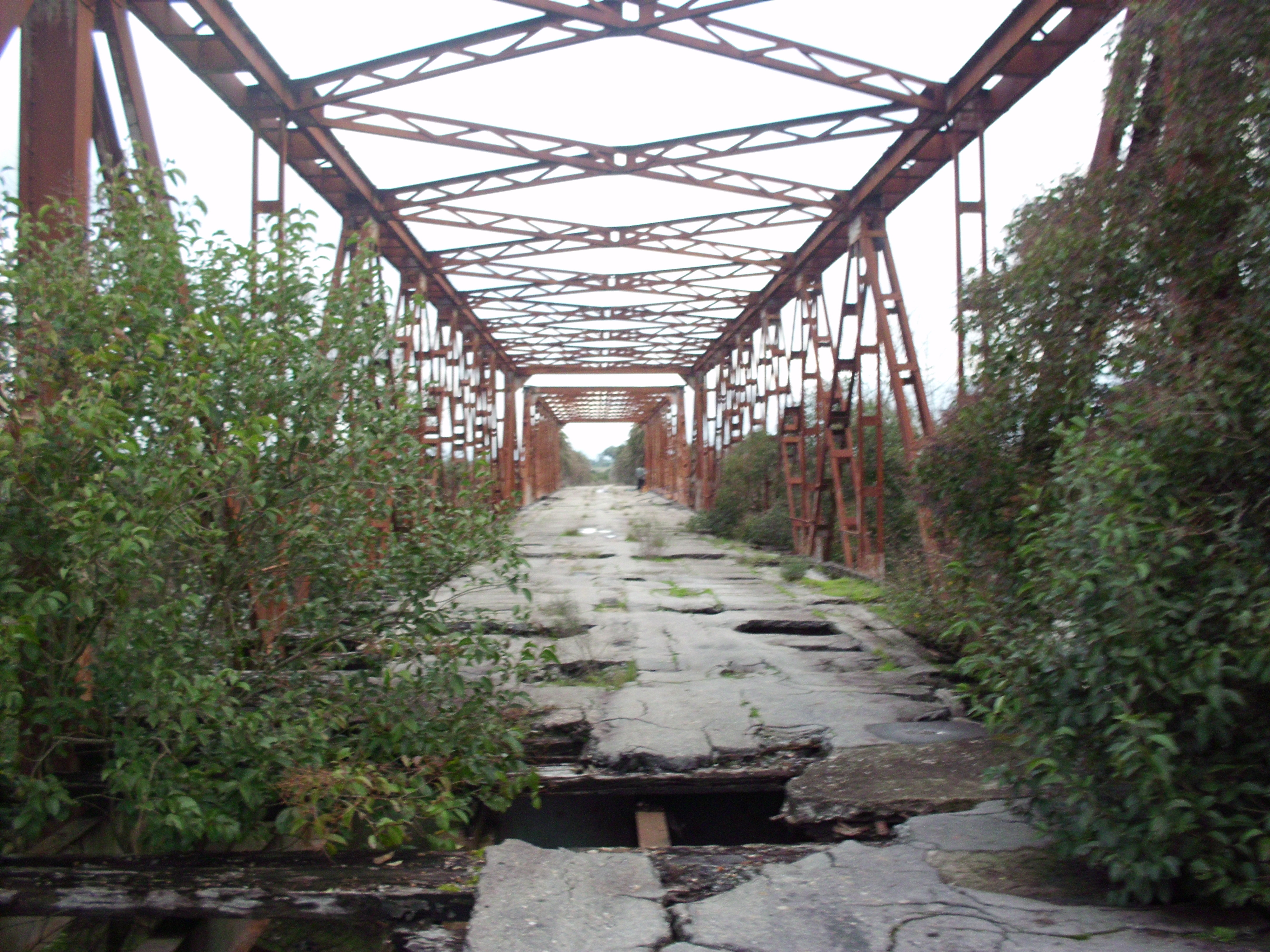
Puente Paso Pache (2012)

En 2013 una parte del puente terminó de derrumbarse.

## Actualidad
La carencia de señalización sobre los restos del puente, sobre todo en los días de crecidas del río Santa Lucía ha provocado diversas tragedias en la zona, las cuales hubieran sido evitadas según los vecinos, quienes insisten en el peligro que significa la falta de señalización. Hay quienes también han abogado para la reconstrucción del puente, ya que desde su derrumbe debido a la falta de mantenimiento ha dejado a aislados a diferentes pobladores de la zona.